# Анрі Прео
Анрі Прео (фр. Henri Préaux, 25 листопада 1911 — 21 лютого 1992) — французький академічний веслувальник.
Срібний призер Олімпійських Ігор 1928 року в складі розпашної двійки зі стерновим.